# Донской 17-й казачий полк
17-й Донской казачий генерала Бакланова полк — один из донских казачьих полков.
Полковой праздник — 17 (30) октября, день памяти Святого пророка Осии.

## Ранние формирования полка
17-й Донской казачий полк являлся прямым наследником Донского казачьего Рыковского полка, который был сформирован в середине 1820-х годов и принимал участие в русско-турецкой войне 1828—1829 годов.
Впервые Донской казачий полк под № 17 был сформирован 26 мая 1835 года на основании нового положения о Донском казачьем войске. Периодически этот полк созывался в строй и распускался на льготу, также менялся его текущий номер (в зависимости от свободного номера полка при созыве). Кроме номера в названии полка также положено было означать и имя его текущего командира.
Полк этот долгое время находился на Кавказе и принимал участие в походах против горцев.

## Окончательное формирование полка

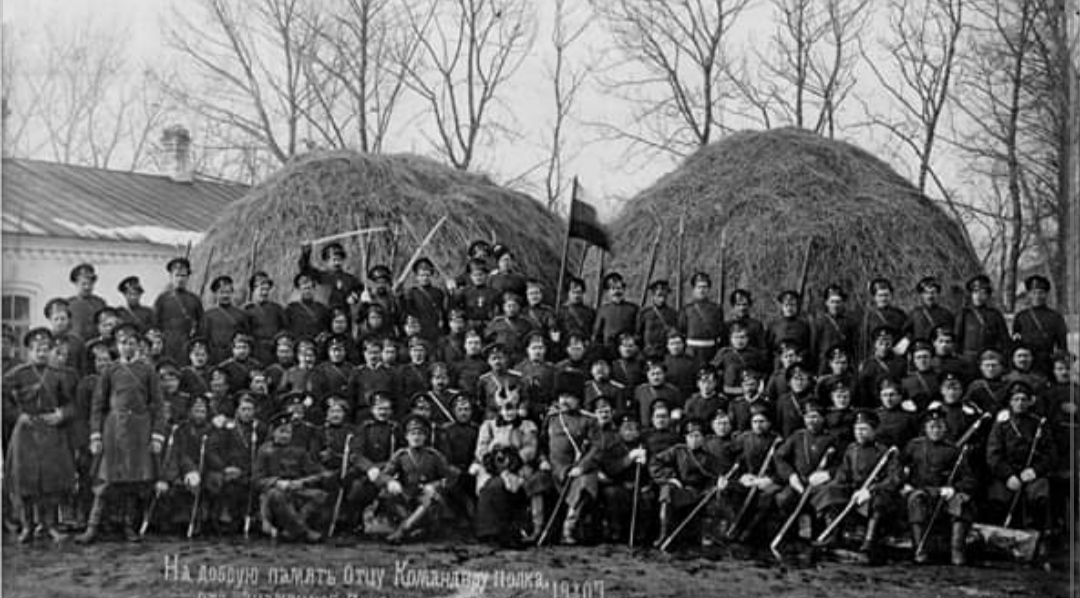
«На добрую память Отцу Командиру полка от Знамённой Баклановской сотни». 1907 год.

В 1874 году с Дона на внешнюю службу был вызван очередной Донской казачий № 20 полк и 27 июля (9 августа) 1875 года получил название Донской казачий № 17-го полк. 18 августа 1882 года основной состав полка был распущен на льготу а сам преобразован во второочередной. 23 марта 1889 года полк вновь был собран. С этих пор оставался первоочередным и более на льготу не распускался.
В 1877—1878 годах полк состоял в 1-й Донской казачьей дивизии и под командованием И. И. Шамшева сражался с турками на Дунайском театре войны.
С 24 мая 1894 года полк именовался как 17-й Донской казачий полк. 26 августа 1904 года вечным шефом полка был назван генерал Бакланов, который командовал полком в начале 1850-х годов, и его имя было присоединено к имени полка.
В Первую русскую революцию полк был командирован в Харьков, где участвовал в подавлении беспорядков.
В июле 1914 года квартировался в городе Новая Ушица Подольской губернии.
В 1914—1917 годах полк принимал участие в Первой мировой войне как полк 2-й Сводной казачьей дивизии, отличился в Брусиловском прорыве.
17-й Донской казачий генерала Бакланова полк являлся первоочередным полком 17-й полковой линии Войска Донского (в котором служили казаки в возрасте от 21 года до 25 лет). Формировался он из казаков станиц Распопинской, Клетской, Перекопской, Кременской, Ново-Григорьевской, Старо-Григорьевской Усть-Медведицкого округа Войска Донского. Сборный пункт при формировании — хутор Фролов.

## Знаки отличия полка
- Полковое Георгиевское знамя с надписью «За отличие в Турецкую войну 1828 и 1829 годов», пожалованное 29 апреля 1869 года (отличие унаследованно от Донского казачьего Рыковского полка, которому знамя с этой надписью было пожаловано 11 ноября 1831 года).
- Знаки отличия на головные уборы с надписью «За отличие в Турецкую войну 1877 и 1878 годов», пожалованные 17 апреля 1878 года.
- Одиночные белевые петлицы на воротнике и обшлагах нижних чинов, пожалованные 6 декабря 1908 года.
- Полковой значок, вместо обыкновенного, чёрный с изображением Адамовой головы на костях и с надписью «Чаю воскресения мёртвых и жизни будущего века, Аминь», сделанный по образцу личного значка генерала Бакланова; установлен 21 июня 1909 года.

## Командиры полка
- 1850—1853: полковник (с 1 октября 1852 — генерал-майор) Бакланов, Яков Петрович
- 27 августа 1871 — 24 сентября 1874: полковник Рубашкин, Александр Николаевич
- 1877—1878: полковник Варламов (Николай Николаевич?)
- 23 марта 1889 — 31 июля 1898: полковник Дукмасов, Даниил Григорьевич
- 29 ноября 1898 — 29 марта 1901: полковник Стоянов, Михаил Павлович
- 13 мая 1901 — 8 февраля 1903: полковник Хрещатицкий, Павел Константинович
- 15 февраля 1903 — 25 июля 1906: полковник Костин, Иван Матвеевич
- 26 августа 1906 — 16 февраля 1907: полковник Пономарёв, Георгий Логгинович
- 16 февраля 1907 — 20 ноября 1907: полковник Курючкин, Михаил Степанович
- 24 ноября 1907 — 30 июля 1908: полковник В. Г. Долгов
- 30 июля 1908 — 24 декабря 1910: полковник Безладнов, Михаил Львович
- 22 января 1911 — 4 июня 1912: полковник А. М. Брызгалин
- 4 июня 1912 — 28 июля 1914: полковник Тацын, Степан Петрович
- 28 июля 1914 — 3 июня 1915: полковник Алексеев, Анатолий Николаевич
- 3 июня 1915 — ?: полковник Маркозов, Дмитрий Васильевич